# Petrolike (equipo ciclista)
El Petrolike (código UCI: PTL) es un equipo ciclista mexicano de categoría Continental.

## Historia
El equipo inicia en el 2022 como un proyecto de ciclismo entre México y Colombia con ciclistas de ambas nacionalidades de categoría élite con el objetivo de tener a la vuelta de pocos años un equipo de primer nivel en México.
En el 2023 la escuadra sube a la categoría Continental.

## Material ciclista
El equipo utiliza bicicletas Scott.

## Clasificaciones UCI
Las clasificaciones del equipo y de su ciclista más destacado son las siguientes:

### UCI America Tour
| Temporada | Clasificación por equipos | Mejor corredor | Posición |
| 2024      |                           | Bandera de ?   |          |

## Palmarés
Para años anteriores véase: Palmarés del Petrolike.

### Palmarés 2025

#### UCI ProSeries
| Fechas      | Carreras                               | Ganador               |
| 10 de julio | 5.ª etapa de la Vuelta al Lago Qinghai | Carlos Alfonso García |

#### Circuitos Continentales UCI
| Fechas       | Circuito             | Carreras                           | Ganador                   |
| 17 de abril  | UCI Europe Tour 2025 | 3.ª etapa del Giro de los Abruzzos | Edison Alejandro Callejas |
| 29 de mayo   | UCI Europe Tour 2025 | 1.ª etapa del Tour de Alta Austria | Lorenzo Galimberti        |
| 31 de mayo   | UCI Europe Tour 2025 | 3.ª etapa del Tour de Alta Austria | Edgar Cadena              |
| 1 de junio   | UCI Europe Tour 2025 | Tour de Alta Austria               | Edgar Cadena              |
| 14 de agosto | UCI Europe Tour 2025 | 7.ª etapa de la Vuelta a Portugal  | Jonathan Caicedo          |

#### Campeonatos nacionales
| Fechas | Carreras | Ganador |

## Plantillas
Para años anteriores, véase Plantillas del Petrolike

### Plantilla 2024
| Integrantes del equipo 2024 | Integrantes del equipo 2024 | Integrantes del equipo 2024                    | Integrantes del equipo 2024 |
| Corredor                    | Fecha de nacimiento         | Equipo previo                                  |                             |
| --------------------------- | --------------------------- | ---------------------------------------------- | --------------------------- |
| Hernán Aguirre              | 13 de diciembre de 1995     | Colombia Tierra de Atletas-GW Shimano (2022)   |                             |
| Edgar Cadena                | 20 de agosto de 2000        | Canel's Pro Cycling (2023)                     |                             |
| Jonathan Caicedo            | 28 de abril de 1993         | EF Education-EasyPost (2023)                   |                             |
| Diego Camargo               | 3 de mayo de 1998           | EF Education-EasyPost (2023)                   |                             |
| Omar Mendoza                | 25 de noviembre de 1989     | Colombia Potencia de la Vida-GW Shimano (2023) |                             |
| José Ramon Muñiz            | 19 de abril de 2002         |                                                |                             |
| Cristian Rico               | 29 de junio de 2001         | Colombia Potencia de la Vida-GW Shimano (2023) |                             |
| Nelson Soto Martínez        | 19 de junio de 1994         | Colombia Potencia de la Vida-GW Shimano (2023) |                             |
| Bernardo Suaza              | 28 de noviembre de 1992     | Medellín-EPM (2022)                            |                             |
| José Aguirre                | 4 de enero de 1994          |                                                |                             |
|                             |                             |                                                |                             |
| Fuente: ProCyclingStats     |                             |                                                |                             |